# Скляров, Максим Гаврилович
Максим Гаврилович Скляров (1914—1958) — участник Великой Отечественной войны, Герой Советского Союза. Командир 59-го гвардейского штурмового авиационного полка (2-я гвардейская штурмовая авиационная дивизия, 16-я воздушная армия, 1-й Белорусский фронт) гвардии подполковник.

## Биография

Могила Склярова на Новодевичьем кладбище Москвы.

Максим Гаврилович Скляров родился 21 января 1914 года в слободе Мальчевская ныне Миллеровского района Ростовской области. Окончил 4 курса рабфака. Работал слесарем на шахте № 12 в Кадиевском районе Луганской области (Украина).
В Красной армии с 1934 года. В 1936 году окончил Ворошиловградскую военную школу лётчиков, а в 1940 году — курсы военных комиссаров-лётчиков и 1-й курс Военно-политической академии. Участник Великой Отечественной войны с июня 1941 года. К марту 1944 года гвардии подполковник Скляров М. Г. совершил 101 боевой вылет на бомбардировку противника. Участвовал в Сталинградской битве и Севской операции. Под руководством М. Г. Склярова его полк прошёл до Берлина, где и встретил окончание войны.
В 1953 году с золотой медалью окончил Военную академию Генерального штаба. Продолжал службу в ВВС на командных должностях, получил звание генерал-майор авиации. Жил в Москве в «Генеральском доме» (Ленинградский проспект, 75).
Умер 23 ноября 1958 года. Похоронен в Москве на Новодевичьем кладбище.

## Награды
- Звание Героя Советского Союза с вручением ордена Ленина и медали «Золотая Звезда» (№ 3048) Максиму Гавриловичу Склярову присвоено 1 июля 1944 года за мужество и героизм, проявленные в боях.
- Также награждён 3-я орденами Красного Знамени, орденами Суворова 3-й степени, Александра Невского, Отечественной войны 1-й степени, Красной Звезды, медалями.